# Diese
Die Diese eG (Eigenschreibweise DIESE eG) ist eine deutsche Wohnungsbaugenossenschaft in Berlin. Die Genossenschaft verfügte Ende 2021 über 600 Mitglieder.

## Geschichte und Aktivitäten
Die Diese eG wurde 2019 von Berliner Mietern gegründet, deren Mietshäuser in Milieuschutzgebieten vom Erwerb durch Immobilienspekulanten bedroht waren.
Bis heute hat die Genossenschaft in den Bezirken Friedrichshain-Kreuzberg sowie Schöneberg-Tempelhof sieben Häuser gekauft, bei denen der Bezirk das Vorkaufsrecht zugunsten der Genossenschaft gezogen hat. Hierfür ist die Genossenschaft 2019 in sechs Fällen als Dritterwerberin in Kaufverträge eingetreten. Der Kauf erfolgte durch Ausübung des Vorkaufsrechts durch das Land Berlin zugunsten der Diese eG  nach § 27a BauGB, wobei sich die Genossenschaft zur Einhaltung der Ziele der sozialen Erhaltungsverordnung verpflichtet sowie z. B. aufgrund der Belegungsbindungen durch Fördermittel zur sozialen Wohnraumversorgung verpflichtet ist. Ein weiteres Objekt in der Rigaer Straße wurde im Rahmen des Vorkaufsprozesses aufgrund von Finanzierungsschwierigkeiten an die Ostseeplatz Genossenschaft übergeben. Im weiteren Verlauf wurden durch Neubau bzw. Dachgeschossausbau rund 1400 m² Wohnraum geschaffen.
Im Zusammenhang mit der Ausübung der Vorkäufe sowie Zuschüsse und Fördermittel durch das Land Berlin kam es zu Kontroversen: Die Genossenschaft plante für den Erwerb der durch Florian Schmidt ausgeübten Vorkaufsobjekte Fördermittel des Landes Berlin ein, deren Bewilligung noch nicht erfolgt war. Trotz eines Senatsbeschlusses zur Einführung eines neuen Zuschussprogramms für Genossenschaften wurde der Diese eG die Förderung verweigert. Erst später als geplant wurde die Finanzierung von sechs Häusern durch den Berliner Senat ermöglicht. Durch die Verzögerung geriet die Genossenschaft in vorübergehende Zahlungsschwierigkeiten, wobei das Eigenkapital in der Zwischenzeit durch Privatdarlehen gestützt wurde. Die Kontroverse war Gegenstand im Untersuchungsausschuss des Berliner Abgeordnetenhauses zur „Aufklärung der Ursachen, Konsequenzen und Verantwortung für finanzielle Risiken des Landes Berlin in Zusammenhang mit spekulativen Immobiliengeschäften der ‚DIESE eG‘ und deren öffentlicher Förderung“. Der Untersuchungsausschuss konnte laut Abschlussbericht „ebenso wie die zwischenzeitlich tätig gewordene Staatsanwaltschaft Berlin – keine Rechtsverstöße feststellen.“
Anfang 2025 hatte die Genossenschaft mehr als 600 Mitglieder. Sie verwaltet Wohneinheiten sowie Gewerbeeinheiten in den Objekten Gleditschstr. 39, 41, 43, Heckmannufer 8, Boxhagener Str. 32, Forster Str. 1, Krossener Str. 36 und Holteistr. 19–19a.

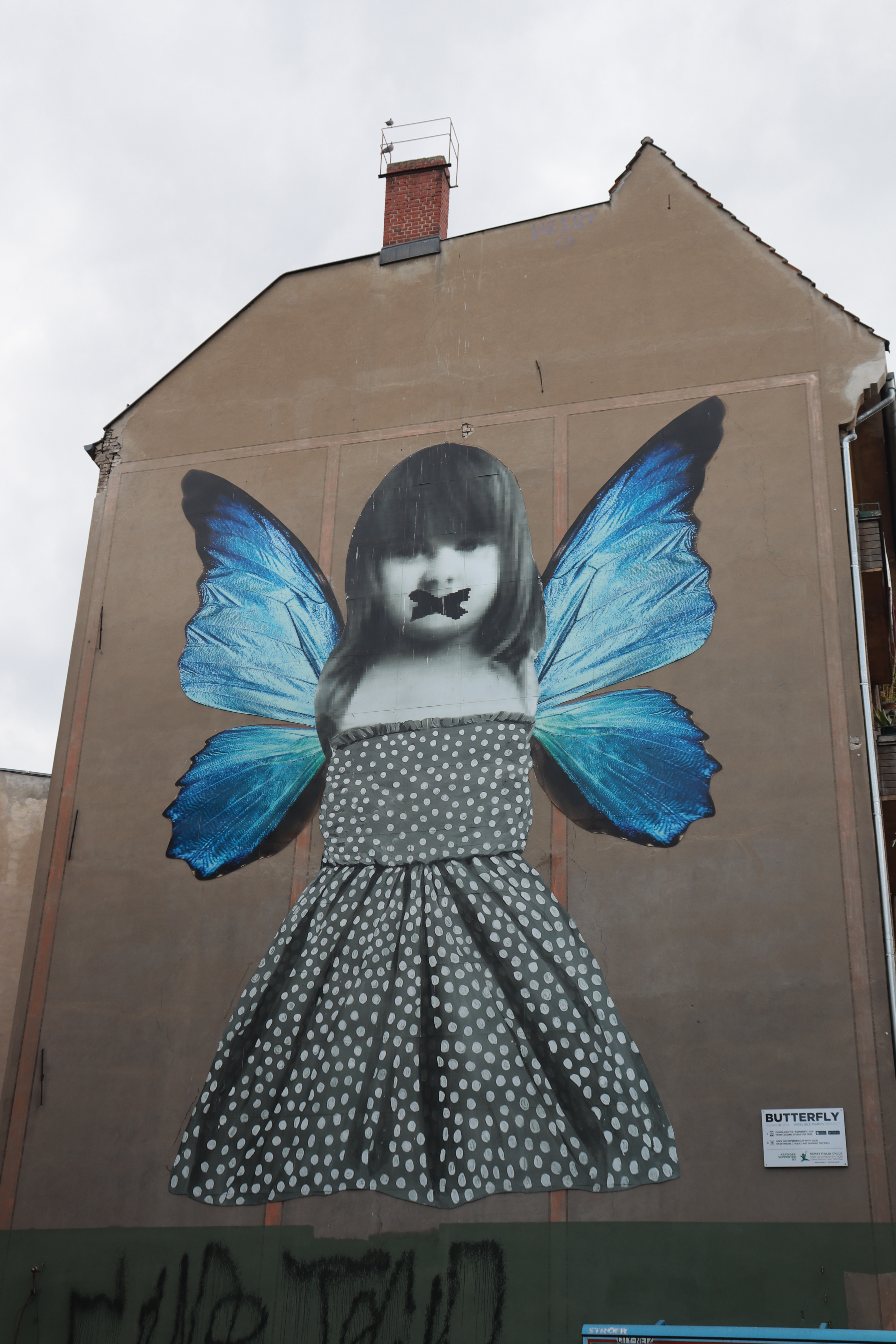
Mural „Butterfly“ von Michele Tombolini (2015) am Sitz der Diese eG (Krossener Straße)